# Macula
Macula is Latijn voor 'vlek' (meervoud: maculae, bijvoeglijk naamwoord: maculeus). De term wordt in de dermatologie gebruikt voor een kleurverandering van de huid, zonder dat de huid verheven, ruw, ingezonken of anderszins veranderd is. De belangrijkste oorzaken van kleurverandering in de huid zijn:
- Erytheem: een toename van de doorbloeding van de huid
- Purpura: een onderhuidse bloeding, bloedcellen buiten de vaten, bijvoorbeeld petechiën en echymosen.
- Hyperpigmentatie: een toename van de hoeveelheid pigment
- Hypopigmentatie: een afname van de hoeveelheid pigment

## Café-au-laitmacula
Een voorbeeld is de café-au-laitmacula (CALM): een vlek die op een moedervlek lijkt, maar lichter van kleur ('koffie-met-melkkleurig') en geheel vlak. Dit type huidafwijking is vaak al bij de geboorte zichtbaar. Een groot deel van de mensen heeft een of enkele CAL-maculae. Als er meer dan 6 café-au-laitmaculae groter dan 1,5 cm zijn, kan er sprake zijn van neurofibromatose.